# Shine We Are
Shine We Are – 3.5 koreański album piosenkarki BoA. Został wydany 4 grudnia 2003 roku przez wytwórnię SM Entertainment, sprzedał się w liczbie 81 171 egzemplarzy w Korei (stan na luty 2004 r.). Zawiera koreańskie wersje japońskich singli.

## Lista utworów
| CD  | CD                                                                 | CD            | CD              | CD            | CD      |
| Nr  | Tytuł utworu                                                       | Tekst         | Kompozycja      | Aranżacja     | Długość |
| --- | ------------------------------------------------------------------ | ------------- | --------------- | ------------- | ------- |
| 1.  | „B.I.O”                                                            | Yoonjeong     | Kosuke Morimoto | AKIRA         | 4:15    |
| 2.  | „Shine We Are!”                                                    | BoA           | Kazuhiro Hara   | Kazuhiro Hara | 5:03    |
| 3.  | „Sesangui Eodieseodo (One Way)” (kor. 세상의 어디에서도 (One Way)) | Jo Yun-gyeong | Dansyu Goya     | Manao Doi     | 4:42    |
| 4.  | „Discovery”                                                        | Yoonjeong     | Ken Harada      | Ken Harada    | 4:19    |
| 5.  | „Milky Way” (Club Remix)                                           | Kenzie        | Kenzie          | Kenzie        | 3:36    |
| 6.  | „Flower”                                                           | Jo Yun-gyeong | BOUNCEBACK      | AKIRA         | 4:25    |
| 7.  | „Searching For Truth”                                              | Yoonjeong     | Face2fAKE       | Face2fAKE     | 3:59    |
| 8.  | „Beside You”                                                       | Yoonjeong     | BOUNCEBACK      | h-wonder      | 4:18    |
| 9.  | „Ibyeolpunggyeong (Always)” (kor. 이별풍경 (Always))               | Kangta        | Kangta          | Kangta        | 4:47    |
| 10. | „Flying Without Wings” (z Westlife)                                | Steve Mac     | Wayne Hector    | Wayne Hector  | 3:32    |